# Tour de Guadalupe
El Tour de Guadalupe (francès: Tour cycliste international de la Guadeloupe) és una prova ciclista creada el 1948 que es disputa a l'illa francesa la Guadalupe.
Des del 2005 fins al 2011, la cursa formà part d'UCI Amèrica Tour. El 2012 va entrar a l'UCI Europa Tour, però el 2014 va retornar al calendari americà.

## Palmarès
| Any                | Vencedor                         | Segon                              | Tercer                    |         |
| ------------------ | -------------------------------- | ---------------------------------- | ------------------------- | ------- |
| 1948               | Robert Carlosse                  | Justin Dupalan                     | Édouard Ursule            |         |
| 1949               | Maxime Carlosse                  | Robert Carlosse                    | Édouard Ursule            |         |
| 1950               | Maxime Carlosse                  | Robert Carlosse                    | Lucien Peston             |         |
| 1951               | Camille Daridan                  | Jules Houillier                    | Thierry Michineau         |         |
| 1952               | Camille Daridan                  | Maxime Carlosse                    | Édouard Ursule            |         |
| 1953               | Alceste Farescour                | Pierre Antoine                     | Audibert Nanette          |         |
| 1954               | Maxime Benuffe                   | Pierre Antoine                     | Alceste Farescour         |         |
| 1955               | René Cock                        | Denis Bordelais                    | Jules Houillier           |         |
| 1956               | Maxime Benuffe                   | Jules Houillier                    | Pierre Antoine            |         |
| 1957               | Sonore Ursule                    | Erman Thésin                       | Denis Bordelais           |         |
| 1958               | Richard Bernard                  | Sonore Ursule                      | Erman Thésin              |         |
| 1959               | Robert Bolus                     | Gilbert Gibrien                    | Sonore Ursule             |         |
| 1960               | Robert Bolus                     | Erman Thésin                       | Samson Mayoute            |         |
| 1961               | Jean Arze                        | Pierre Suter                       | Henri Belena              |         |
| 1962               | André Seidler                    | Gérard Nagau                       | Robert Bolus              |         |
| 1963 No es disputa |                                  |                                    |                           |         |
| 1964               | Sylvère Cabrera                  | Robert Bolus                       | Turenne Landry            |         |
| 1965 No es disputa |                                  |                                    |                           |         |
| 1966               | Alain Pauline                    | Roger Bordelais                    | Bernard Doussaint         |         |
| 1967               | Alain Pauline                    | Roland Deveaux                     | David Deloumeaux          |         |
| 1968 No es disputa |                                  |                                    |                           |         |
| 1969               | Saturnin Molia                   | Roland Deveaux                     | Jean-Claude René          |         |
| 1970               | Régis Ovion                      | Alain Pauline                      | Saturnin Molia            |         |
| 1971               | Gérard Annequin                  | Roland Éloi                        | Saturnin Molia            |         |
| 1972               | Francisco Triana                 | Abatuel Chitiva                    | Valentin Claire           |         |
| 1973               | Jacques Martinez                 | Babylas Jacobin                    | Maurice Duro              |         |
| 1974               | Jacques Imbrogno                 | Robert Charles                     | Romain Gueppois           |         |
| 1975               | Robert Charles                   | Valentin Claire                    | Alain Mayoute             |         |
| 1976               | Louis Coquelin                   | Alain Budet                        | Jean-Michel Avril         |         |
| 1977               | Valentin Claire                  | Piero Civino                       | Rolando Cartaya           |         |
| 1978               | Valentin Claire                  | Gregorio Aldo Arencibia            | Charles Firpion           |         |
| 1979               | Humbert Aristee                  | Jean-Pierre Henrard                | Guy Janiszewski           |         |
| 1980               | Rosalien Pierre                  | Raymond Perrin                     | Jean-Pierre Unimon        |         |
| 1981               | Mike Gutmann                     | José Francisco Rodríguez Maldonado | Luc Morand                |         |
| 1982               | Pablo Wilches                    | Luc Morand                         | André Massard             |         |
| 1983               | Argemiro Bohórquez               | Luc Morand                         | Roger Jeannette           |         |
| 1984               | Julio César Cadena Villegas      | Richard Metony                     | Luc Morand                |         |
| 1985               | Éric Zubar                       | Rosalien Pierre                    | Maurice Amos              |         |
| 1986               | Luis Alberto Camargo González    | Éric Zubar                         | Gilles Faury              |         |
| 1987               | Efraín Rico                      | Álvaro Mejía Castrillón            | Jesús Torres              |         |
| 1988               | Leonardo Sierra Sepúlveda        | José Villamizar                    | Enrique Campos            |         |
| 1989               | Alexis Méndez                    | Jesús Torres                       | Marco Masetti             |         |
| 1990               | Robinson Merchán                 | André Alexis                       | Alexis Méndez             |         |
| 1991               | Molière Gené                     | Henry Ortiz                        | Erwin Thijs               |         |
| 1992               | Efraín Rico                      | Jens Voigt                         | Jair Bernal               |         |
| 1993               | Julio César Aguirre              | Alexis Méndez                      | Alekandras Ivanovas       |         |
| 1994               | José Joaquín Castelblanco Romero | Walter Bénéteau                    | Peter Longbottom          |         |
| 1995               | José Daniel Bernal García        | Christian Blanchard                | Mickaël Pichon            |         |
| 1996               | Walter Bénéteau                  | Raúl Gómez Suárez                  | Frédéric Mainguenaud      |         |
| 1997               | Philippe Mauduit                 | Ismael Sarmiento                   | Álvaro Sierra             |         |
| 1998               | Régis Balandraud                 | Ghislain Marty                     | José Daniel Bernal García |         |
| 1999               | José Daniel Bernal García        | Vincent Klaes                      | Lionel Lorgeou            |         |
| 2000               | José Daniel Bernal García        | Julian Winn                        | Flober Peña               |         |
| 2001               | Rodolfo Camacho                  | Carlos José Ochoa                  | José Daniel Bernal García |         |
| 2002               | Frédéric Delalande               | José Daniel Bernal García          | Rodolfo Camacho           |         |
| 2003               | José Daniel Bernal García        | Hugo Ferney Osorio                 | Flober Peña               |         |
| 2004               | Flober Peña                      | Miguel Armando Ubeto Aponte        | Nicolas Dumont            |         |
| 2005               | Flober Peña                      | José Daniel Bernal García          | Aleksandr Mirónov         |         |
| 2006               | Martin Prázdnovský               | José Daniel Bernal García          | Andrei Mizúrov            |         |
| 2007               | Flober Peña                      | Nicolas Dumont                     | Edwin Sánchez Anzola      |         |
| 2008               | Flober Peña                      | Cameron Evans                      | Edwin Sánchez Anzola      |         |
| 2009               | Nicolas Dumont                   | Miguel Armando Ubeto Aponte        | Edwin Sánchez Anzola      |         |
| 2010               | Francisco Mancebo Pérez          | Boris Carène                       | Edwin Sánchez Anzola      |         |
| 2011               | Boris Carène                     | Klaas Sys                          | Carter Jones              |         |
| 2012               | Ludovic Turpin                   | Bruno Langlois                     | Junya Sano                |         |
| 2013               | Pierre Lebreton                  | José Chacón                        | Miyataka Shimizu          |         |
| 2014               | John Nava                        | Damien Monier                      | Juan Murillo              |         |
| 2015               | Boris Carène                     | Diego Milán Jiménez                | Antonio Pedrero López     |         |
| 2016               | Damien Monier                    | Maxime Le Lavandier                | José Chacón               |         |
| 2017               | Sébastien Fournet-Fayard         | Juan Murillo                       | Žydrūnas Savickas         |         |
| 2018               | Boris Carène                     | Francisco Mancebo Pérez            | Jonathan Salinas Duque    |         |
| 2019               | Adrien Guillonnet                | Vadim Pronskiy                     | Frederik Dombrowski       |         |
| 2020               | suspesa                          | suspesa                            | suspesa                   | suspesa |
| 2021               | Stefan Bennett                   | Luis Mora                          | Clément Braz Alfonso      |         |
| 2022               | Stefan Bennett                   | Tom Donnenwirth                    | Célestin Guillon          |         |
| 2023               | Benjamin Le Ny                   | Esneyder Báez                      | Tyler Stites              |         |
| 2024               | Kevin Castillo                   | Sebastián Castaño                  | Sam Maisonobe             |         |